# 제철제강노동자융합협회
제철제강노동자융합협회(영어: Amalgamated Association of Iron and Steel Workers), 약칭 AA는 1876년 설립된 미국의 제철 및 제강업 노동조합이다. 홈스티드 파업, 1901년 US스틸 노조인정투쟁, 1919년 제강 파업 등 굵직한 파업들에 관여했다. 1935년부터 산별노조협의회 산하의 제강노동자조직위원회와 제휴하기 시작했고, 1942년 5월 두 조직이 모두 해산된 뒤 유나이티드 스틸워커스를 형성했다.